# Frans-Guyana
Frans-Guyana (Frans: Guyane of Guyane française) is een Frans overzees departement aan de noordkust van Zuid-Amerika. Het is het grootste gebied van de Europese Unie buiten Europa. Het grenst in het westen aan Suriname en wordt verder omsloten door de Braziliaanse deelstaat Amapá. Tussen de rivieren de Litani en de Marowijne ligt een gebied dat wordt betwist door Frans-Guyana en Suriname. Ook staat het land bekend om haar verleden als een plantagekolonie van het vroegere moederland: Frankrijk.
De hoofdstad van Frans-Guyana is Cayenne. Bij Kourou ligt de lanceerbasis Centre Spatial Guyanais van de ESA, het Europese ruimtevaartproject. Het 3e Infanterieregiment (3e REI) van het Franse Vreemdelingenlegioen staat in voor de verdediging van de basis en bewaking van de grenzen. Op 1 januari 2002 is zoals in Europa ook in Frans-Guyana de euro als munteenheid ingevoerd, wat resulteerde in een toenemende welvaart in Frans-Guyana.
De cultuur op het vasteland was en is voornamelijk gericht op jacht, visvangst en verzamelen. Het bewerken van de kostgrond is een gemeenschappelijke aangelegenheid, waarbij de vrouwen over het algemeen de lakens uitdelen. De mannen zorgen voor het openkappen van een stuk bos. Verder zijn zij ook verantwoordelijk voor de bouw van huizen. Het bouwen van een woning wordt bij de Kalinja en Lokono gemeenschappelijk gedaan, ("moshiro" of "mayuri") waarbij het gehele dorp betrokken is. Momenteel zijn de rechten van de inheemse volken in Frans-Guyana relatief goed geregeld, hoewel de gebieden die als réserve indienne aangegeven zijn, toch steeds meer en meer door niet-inheemsen worden ingepalmd. Stuurorganisaties van de indianen zijn F.O.A.G en E.P.O.A.C. De inheemse bevolking heeft zitting in de C.O.I.C.A (overkoepelend orgaan van Amazone-indianen).

## Geschiedenis
Het gebied dat nu Frans-Guyana wordt genoemd, werd al duizenden jaren voor de komst van de Europeanen bewoond door inheemse volken. 
Rond 1500 werd het land voor het eerst voorbij gevaren door Spaanse ontdekkingsreizigers. Deze vonden het land echter te onbewoonbaar om er zich te vestigen. 
De Fransen arriveerden rond 1604 en vestigden hun eerste nederzettingen. In 1637 werd Cayenne gesticht. 
In 1946 werd Frans-Guyana een overzees departement van Frankrijk. In 1974 werd Frans-Guyana tevens een bestuurlijke regio.

## Geografie

### Fysieke kenmerken
Frans-Guyana kent twee geografische gebieden: de kustzone waar de overgrote meerderheid van de bevolking woont, en het binnenland dat bestaat uit bijna ondoordringbaar tropisch regenwoud. Het binnenland stijgt in hoogte en eindigt in het Toemoek-Hoemakgebergte bij de grens met Brazilië. De hoogste berg van het departement is de Bellevue de l'Inini met een hoogte van 851 meter.
Aan de kust liggen een paar kleine eilandgroepen zoals Îles du Salut waartoe het beruchte Duivelseiland behoort, en Îles du Connétable, een beschermd natuurgebied. De Petit-Saut, een stuwmeer waaraan een waterkrachtcentrale is gebouwd, vormt een kunstmatig meer. Frans-Guyana heeft veel grote rivieren waarvan de Marowijne, de Mana en de Oiapoque de belangrijkste zijn.

### Natuur

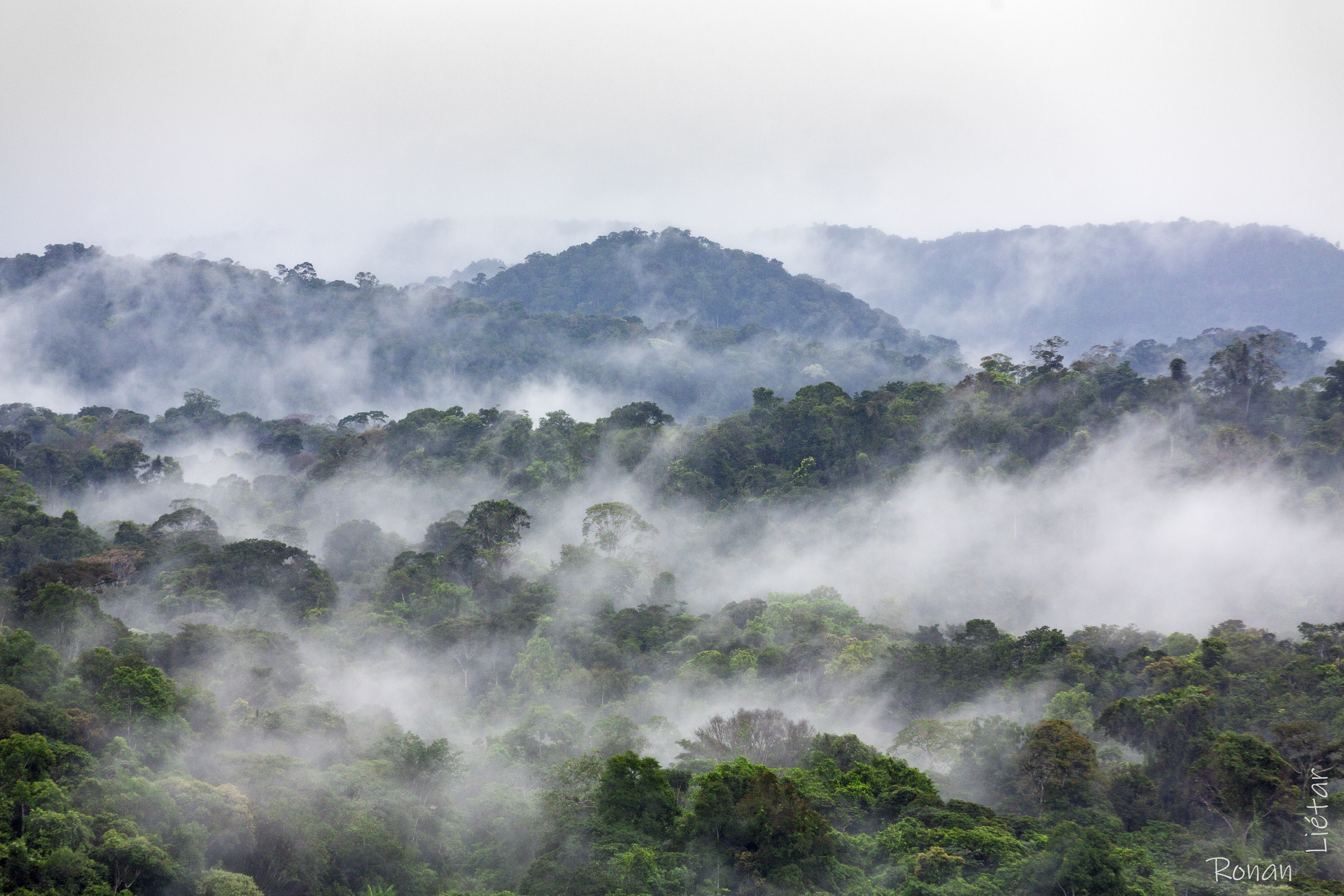
Tropisch regenwoud bij Saül

Frans-Guyana is een onderdeel van het Guianaschild en is dichtbebost met tropisch oerwoud. Meer dan 80% van het grondgebied bestaat uit ongerept tropisch oerwoud en kent een grote biodiversiteit. In 2021 dekten de beschermde gebieden 52% van het grondgebied van het departement. Het grootste beschermde natuurgebied is het Nationaal Park Guyana dat bestaat uit 20.300 km² Amazone-oerwoud. In 2021 was Frans-Guyana een van de best beschermde gebieden ter wereld, maar wordt bedreigd door illegale goudmijnen, visserij, explosieve bevolkingsgroei en infrastructuurprojecten.
Het natuurreservaat Amana bevindt zich aan de Atlantische kust en is samen met naburige natuurreservaat Galibi in Suriname een van 's werelds belangrijkste broedplaatsen van de lederschildpad. De moerassen van Kaw-Roura vormen een drasland van 947 km², dat meer dan de helft van de beschermde diersoorten van Frans-Guyana bevat.

## Bevolking
De meeste van de 231.167 (2010) inwoners wonen aan de kust van het land, dat een diverse bevolkingssamenstelling kent. De Creolen (mensen van gemengde Afrikaanse en Europese afkomst) zijn de grootste etnische groep. Ongeveer 14% van de bevolking is van Europese, vooral Franse afkomst. De door ingevoerde ziekten uitgedunde inheemse volken vormen 3 à 4% van de bevolking. Langs de kust wonen de Caribisch sprekende Galibi. De eveneens Caribischtalige Wayana wonen langs de bovenloop van de Marowijne. Andere stammen in het binnenland zijn de Arawak sprekende Palikur langs de benedenloop van de Oyapock, de Tupisprekende Wayampi langs de bovenloop van de Oyapock en de eveneens Tupisprekende Teko (Émerillon) in het gebergte tussen de Wayana en Wayampi in. Andere bevolkingsgroepen zijn de Chinezen (3,2%) en de Zuidoost-Aziaten, vooral Laotianen (1,5%). De Marrons, afstammelingen van ontsnapte Afrikaanse slaven, leven hoofdzakelijk langs de rivier de Marowijne. De belangrijkste Marron groepen zijn de Saramakaners, Aukaners en Aluku (Boni).
De dominante religie van Frans-Guyana is het rooms-katholicisme. De Marrons en enkele Indianengemeenschappen onderhouden hun eigen religies.

### Bevolkingsontwikkeling sinds 1946
| Jaar | Inwoneraantal |
| ---- | ------------- |
| 1946 | 25.499        |
| 1954 | 27.863        |
| 1961 | 33.505        |
| 1967 | 44.392        |
| 1974 | 55.125        |
| 1982 | 73.022        |
| 1990 | 114.678       |
| 1999 | 157.213       |
| 2006 | 205.954       |
| 2011 | 237.549       |
| 2016 | 269.352       |
| 2022 | 294.436       |

| Bevolkingsontwikkeling tussen 1946 en 2022 |
| ------------------------------------------ |
|                                            |

Bron: Institut national de la statistique et des études économiques
Op 1 januari 2022 had Frans-Guyana 288.382 inwoners.

## Bestuur en instellingen

### Politiek
Frans-Guyana is een Frans overzees departement (département d'outre mer). Het bestuur wordt geleid door Gabriel Serville, president van de Assemblée de Guyane, het parlement van Frans-Guyana. Dit parlement vervangt sinds 2015 de voormalige algemene (departementale) raad en regionale raad. Frans-Guyana heeft twee vertegenwoordigers in de Franse Senaat en twee vertegenwoordigers in het Franse parlement. Binnen de Europese Unie heeft Frans-Guyana de status van ultraperifere regio. Het maakt dus integraal onderdeel uit van de Europese Unie. Frans-Guyana valt echter niet onder de Schengenakkoorden. Andere Europese akkoorden, bijvoorbeeld gratis roaming, gelden wel in Frans-Guyana.

### Bestuurlijke indeling

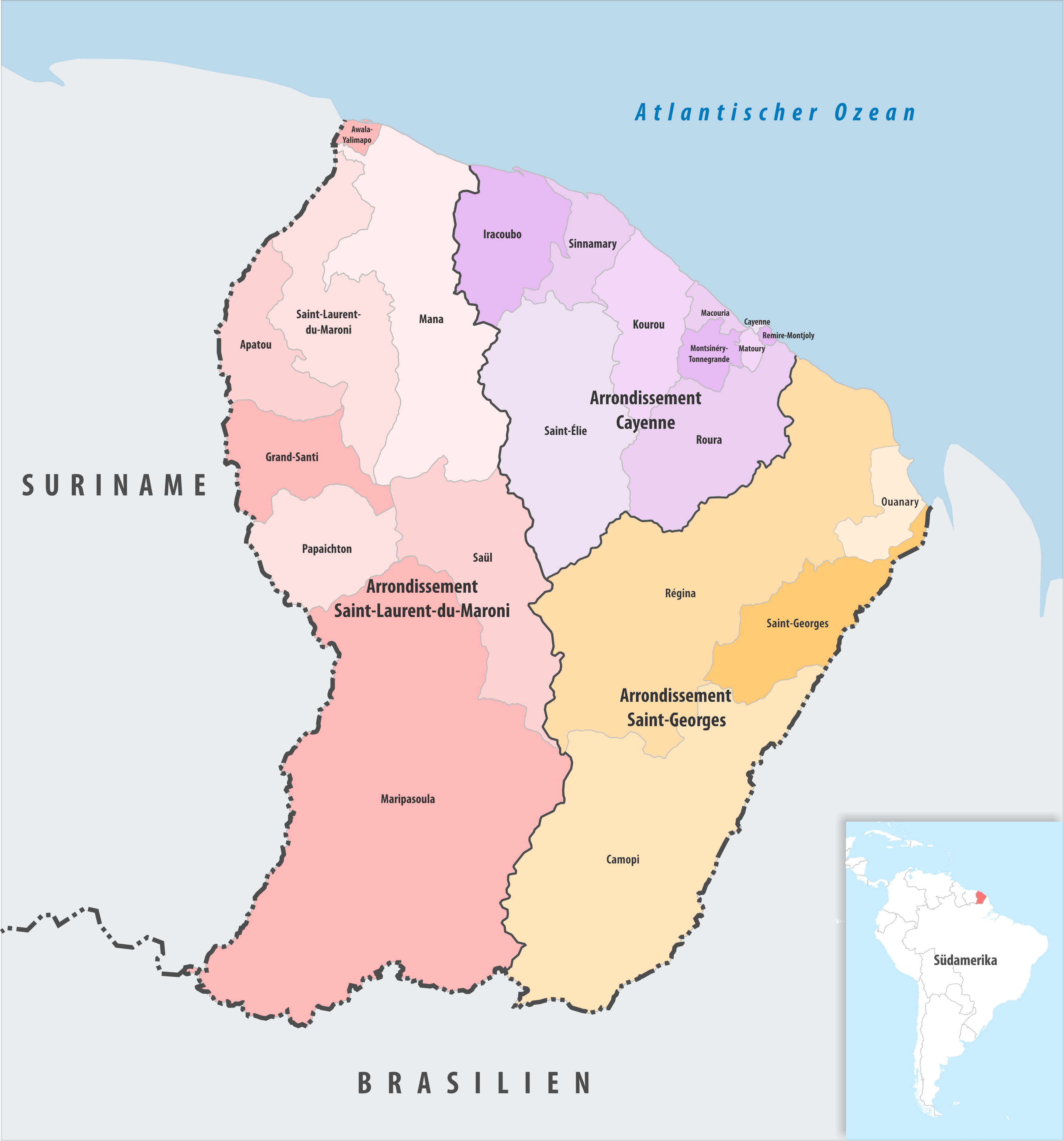
Gemeenten en arrondissementen

Frans-Guyana is een Frans overzees departement (nummer 973).
Het departement is onderverdeeld in drie arrondissementen en tweeëntwintig gemeenten.
De drie arrondissementen van Frans-Guyana zijn:
- Arrondissement Cayenne
- Arrondissement Saint-Georges
- Arrondissement Saint-Laurent-du-Maroni

### Steden
De hoofdstad van Frans-Guyana is Cayenne.
Enkele andere steden zijn:
- Kourou, bekend van het ruimtevaartcentrum
- Maripasoula, goudzoekersstad
- Saint-Laurent-du-Maroni, bekend van de strafkolonie en als grensplaats met Suriname

## Verkeer

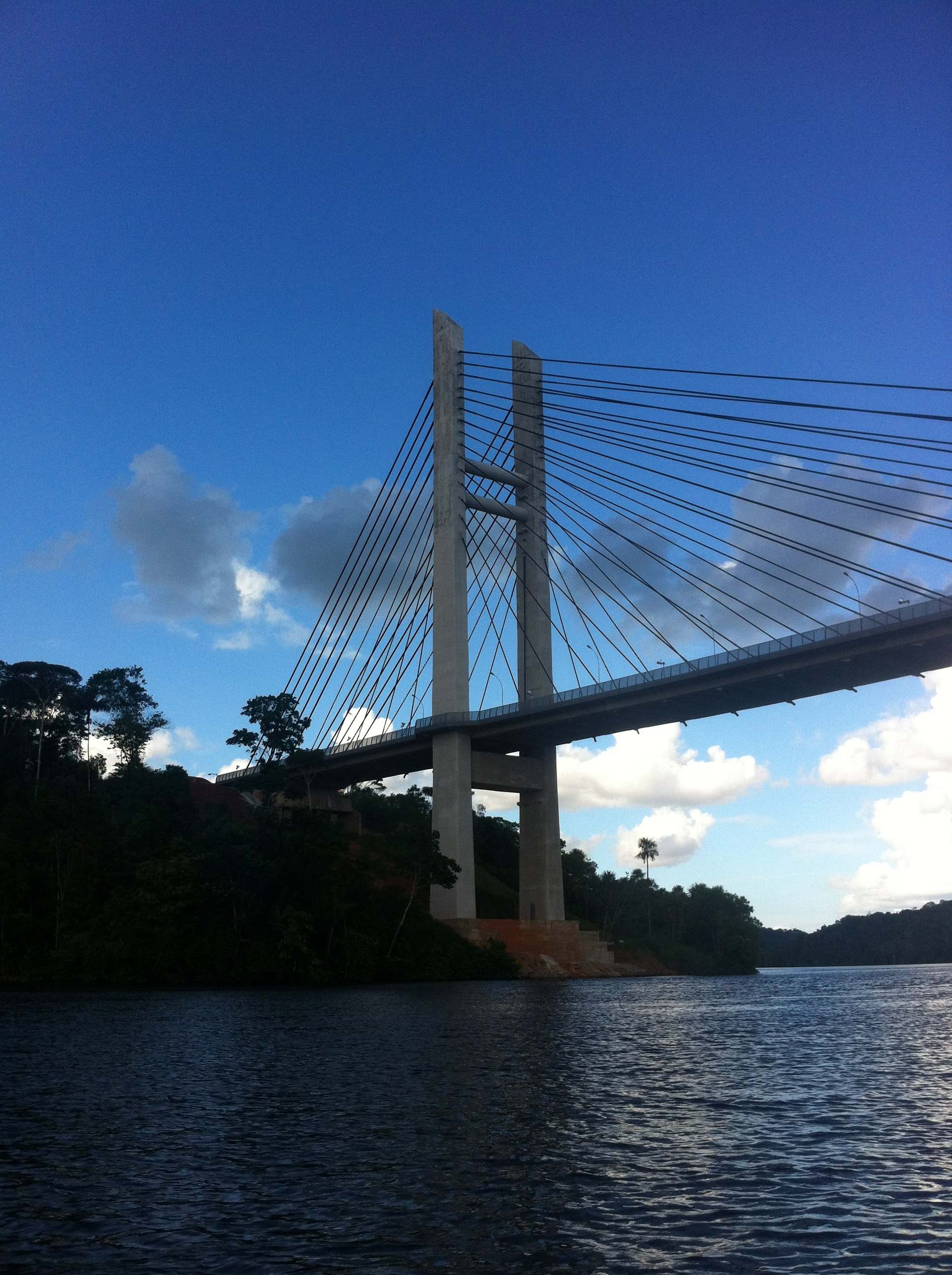
Brug naar Brazilië

Frans-Guyana heeft relatief weinig wegen. Sinds 2004 is er een aaneengesloten weg van bijna 450 km evenwijdig met de kust tussen het westen en het oosten van het land. Tussen Cayenne en Saint-Laurent-du-Maroni loopt de N1 (route nationale 1); het verkeer kan van daaruit verder met een veerdienst naar Suriname. Tussen Cayenne en Saint-Georges-de-l’Oyapock loopt de N2. Sinds 2017 kan het wegverkeer daarna verder over een brug naar Brazilië. In de omgeving van Cayenne zijn er ook de nationale wegen N3 (naar de haven) en N4 (naar de luchthaven). 
Verder blijven voor het transport over water en door de lucht belangrijk. De voornaamste luchthaven is de luchthaven Félix Eboué en de voornaamste haven die van Dégrad des Cannes. Zowel in de gemeente Saint-Laurent-du-Maroni als in de gemeente Saint-Élie bevonden zich spoorwegen op meterspoor. Op het terrein van het Centre Spatial Guyanais ligt een normaalspoorweg voor het transport van de raketten naar de lanceerinstallatie. De lijn is dubbelsporig, maar is gedeeltelijk strengelspoor. De trein heeft een maximumsnelheid van 4 tot 5 km/u.

### Ruimtecentrum Kourou
Nabij Kourou bevindt zich het Centre Spatial Guyanais, waar onder andere satellieten van de Europese Ruimtevaartorganisatie (ESA) worden gelanceerd. De bekendste en meest besproken lancering vond plaats op 25 december 2021. Op die datum werd de James Webb-ruimtetelescoop gelanceerd, de opvolger van de Hubble ruimtelescoop. Dit gebeurde met een Ariane 5-raket.

## Sport
Frans-Guyana heeft een voetbalteam dat niet is aangesloten bij de FIFA omdat het een overzees departement van Frankrijk is. Het Frans-Guyaans voetbalelftal is wel het aangesloten bij de CFU, Caribbean Cup en de CONCACAF.

## Galerij

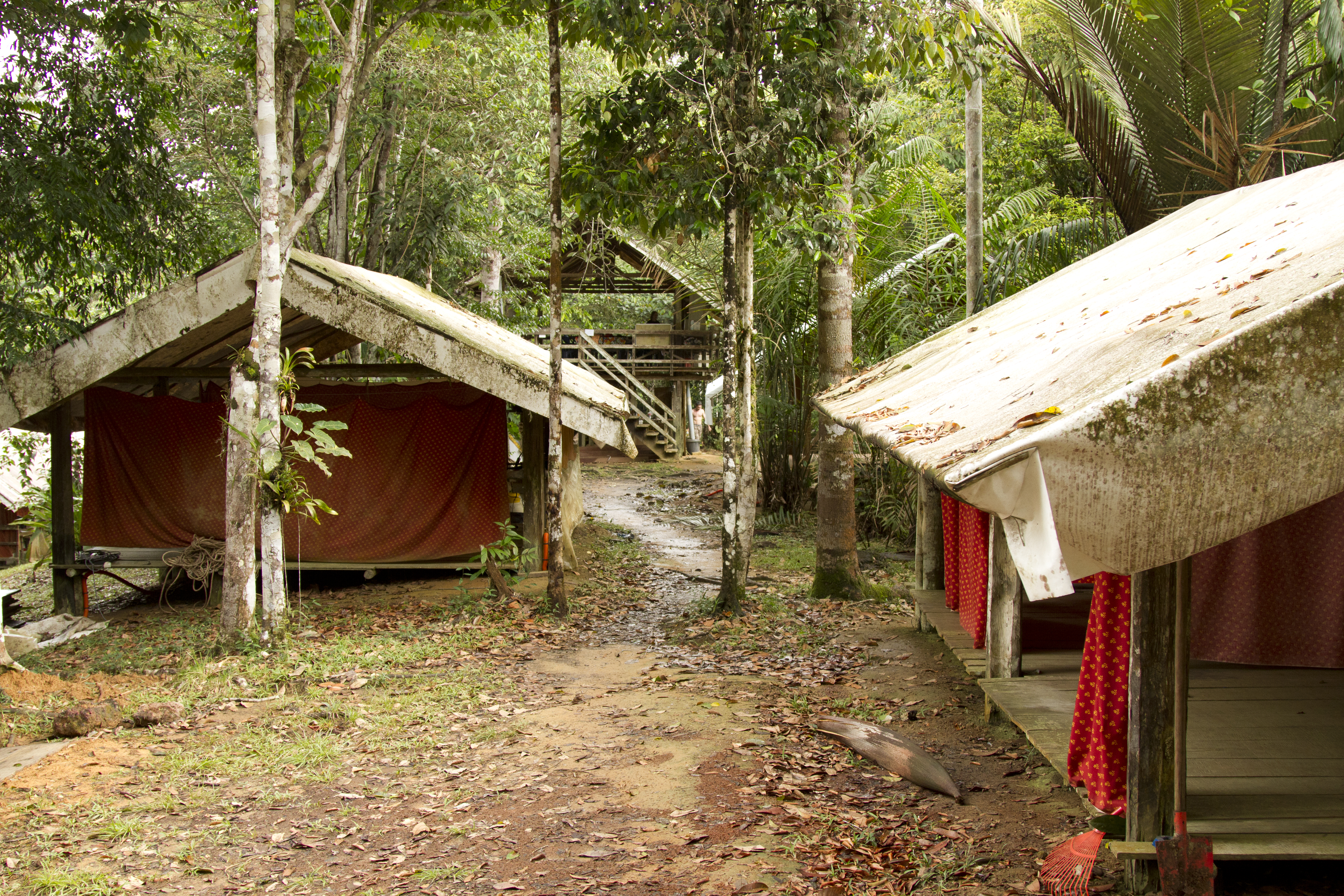
Carbets (schuilplaatsen) in Nouragues
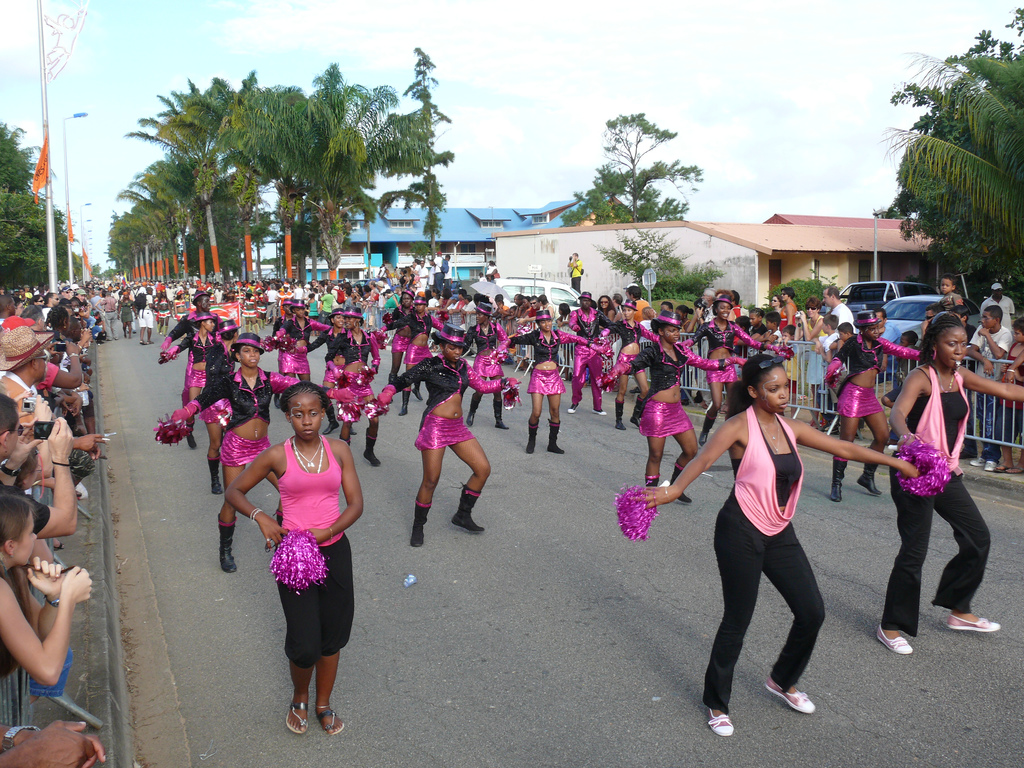
Carnaval in Kourou
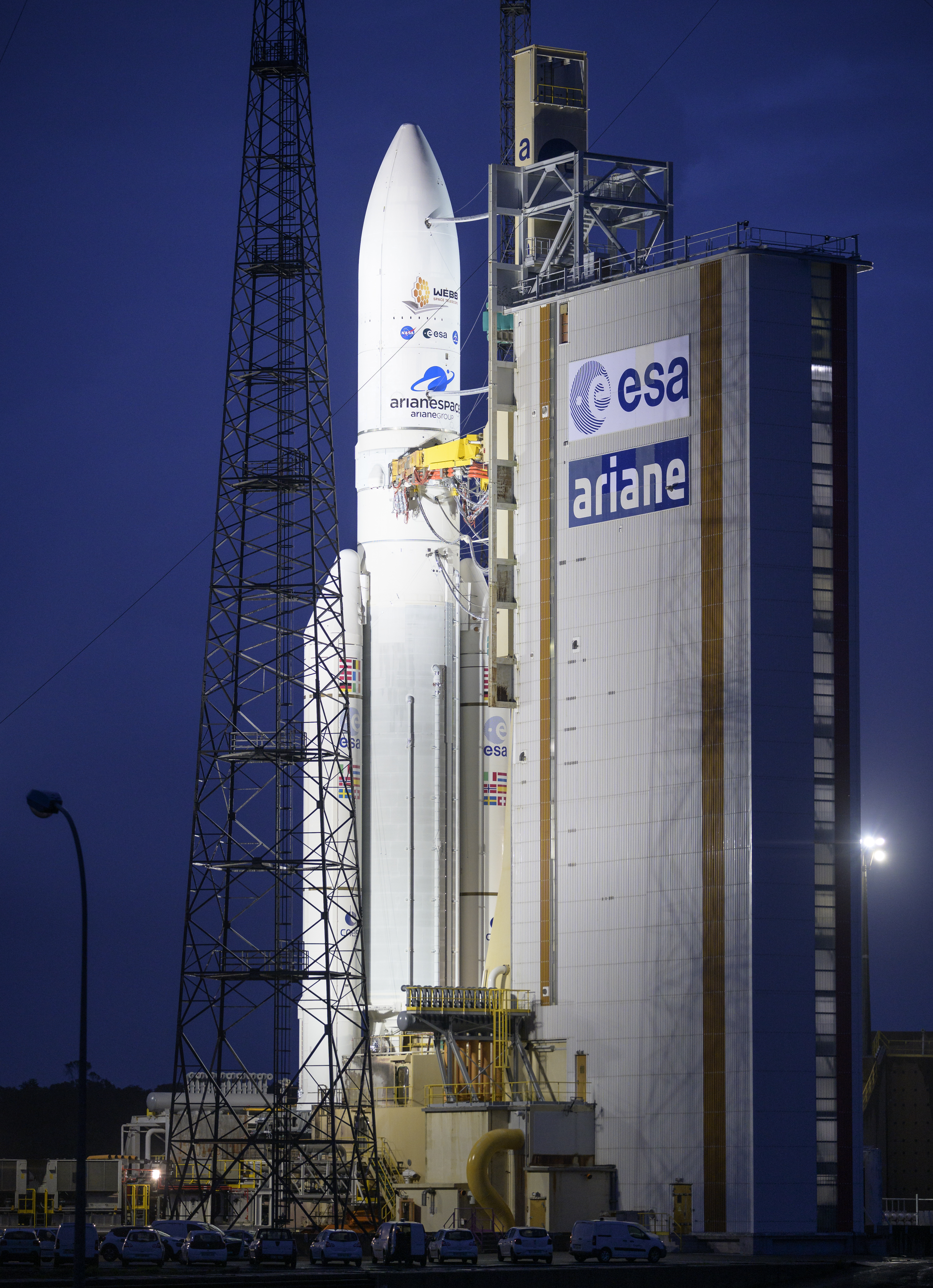
Ariane 5-raket
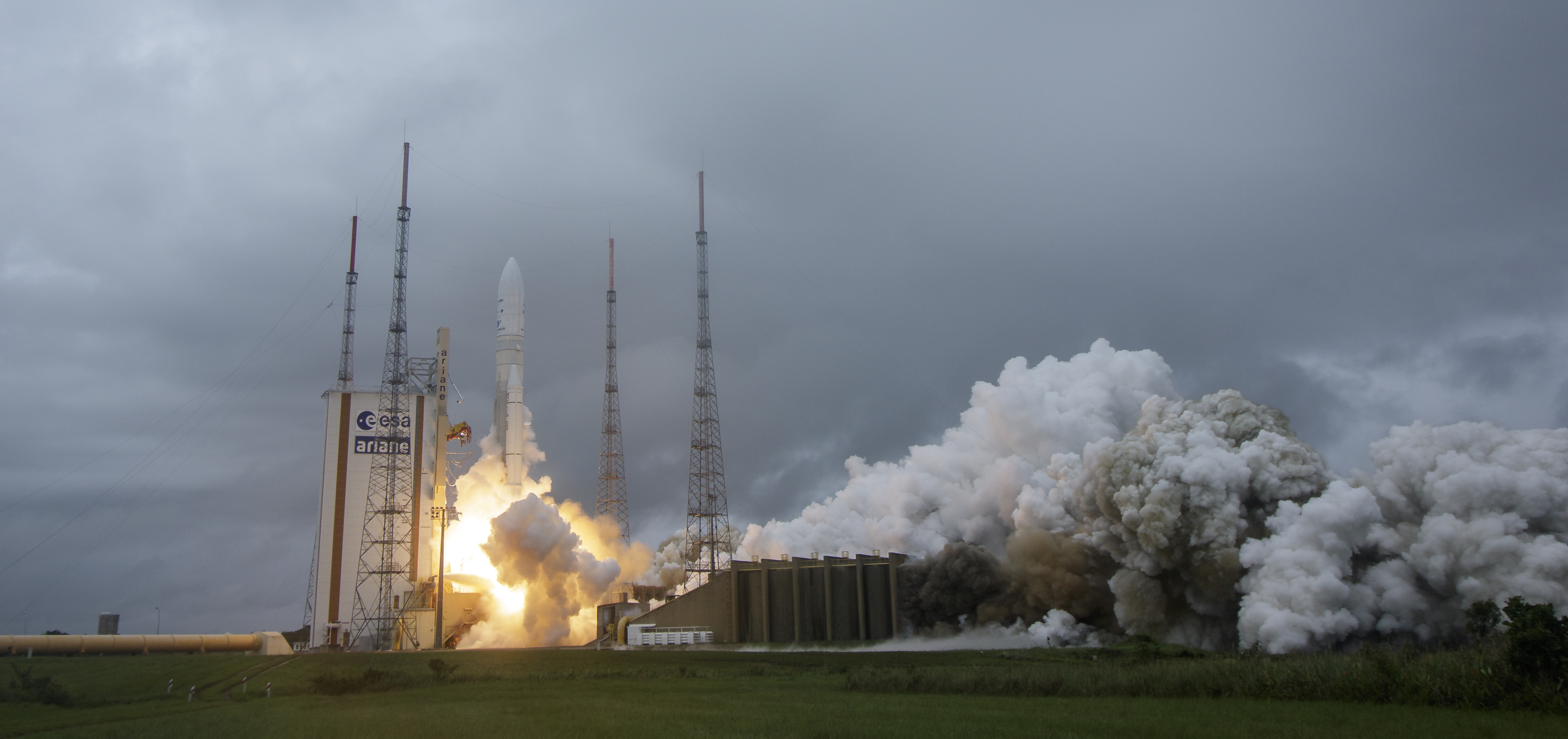
Lancering van de James Webb-ruimtetelescoop
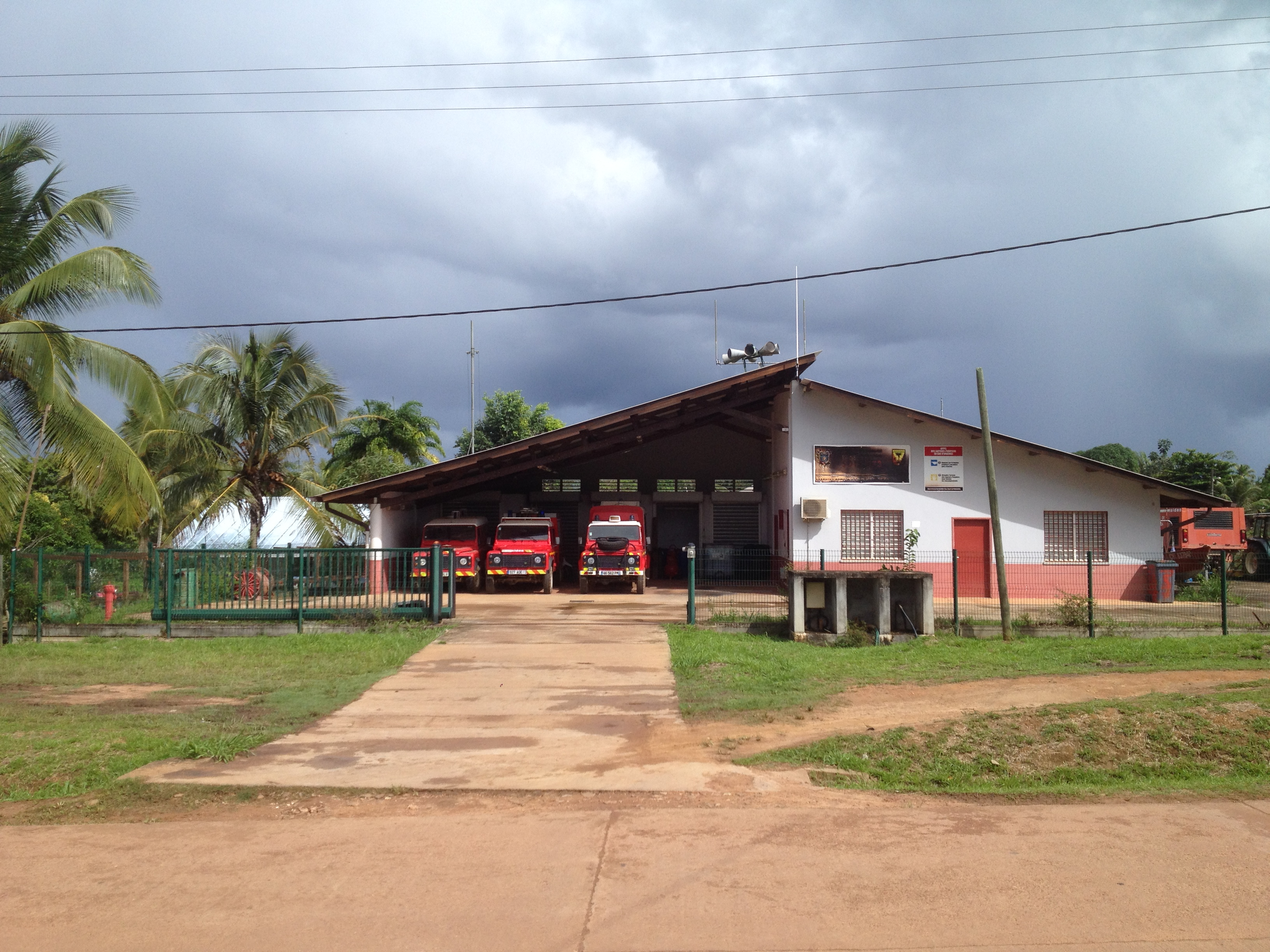
Brandweer in Maripasoula